# Stella Alpina (partito politico)
Stella Alpina (SA) è un partito politico regionalista attivo in Valle d'Aosta, che si richiama ai valori del cristianesimo democratico.

## Storia
Stella Alpina nasce il 25 novembre 2001 con il Congresso fondativo di Verrès. Il nuovo Movimento politico pone le sue basi nelle elezioni del Parlamento italiano del 1996, che ha portato all'unione di due forze autonomiste: gli Autonomisti e Fédération Autonomiste.
Nel 2003 la Stella Alpina si presenta per la prima volta alle elezioni del Conseil de la Vallée, risultando essere la seconda forza politica della Valle d'Aosta con circa il 20% dei voti ed ottenendo 7 consiglieri regionali, auspicando che, alla luce dei risultati, si dia vita ad una maggioranza di governo composta dalle sole forze autonomiste che, insieme, rappresentano il 70% dell'elettorato. L'Union Valdôtaine però, movimento che ha raggiunto la maggioranza assoluta dei consensi, preferisce dare vita ad un governo regionale insieme ai Democratici di Sinistra. La Stella Alpina si colloca quindi all'opposizione.
Nel 2004 tre Consiglieri regionali abbandonano il movimento tornando a formare la Fédération Autonomiste. Qualche tempo dopo, però, uno di loro ritornerà tra le file della Stella Alpina. Nello stesso anno, a Nus, si celebra il 2º Congresso.
Il 2005 è l'anno delle elezioni comunali. I candidati di Stella Alpina, spesso candidati in liste civiche, ottengono un ottimo successo: sono numerosi i Sindaci, così come gli Assessori ed i Consiglieri. Il Movimento continua a radicarsi sul territorio, anche attraverso la costituzione del Consiglio dei Comuni.
In occasione delle elezioni del Parlamento del 2006, si registra una crisi, già latente nella maggioranza regionale a causa di una grande instabilità del quadro politico. I Democratici di Sinistra passano all'opposizione, e, per la prima volta nella storia del Conseil de la Vallée, l'Union Valdôtaine, la Stella Alpina e la Fédération Autonomiste danno vita alla prima maggioranza composta dalle sole forze autonomiste.
Il 2007 e il 2008, anni che concludono la legislatura, vedono l'attuazione del programma di maggioranza e, con esso, delle questioni poste da Stella Alpina. Si dà così corso all'avvio di una tariffazione autostradale che faciliti i pendolari, ad una legge sul telelavoro, alla riduzione del 30% dei costi delle bollette elettriche.
Alle elezioni regionali nel 2003 Stella Alpina ha ottenuto il 19,8% dei voti, eleggendo 7 consiglieri in una lista comprendente anche l'attuale Fédération Autonomiste, che si è unita al progetto della SA per poi staccarsi successivamente con 3 consiglieri.
Inizialmente all'opposizione del governo regionale, formato dall'Union Valdôtaine e dai Democratici di Sinistra - Gauche Valdôtaine, in seguito agli accordi degli stessi DS con la sinistra e altri movimenti autonomisti, Stella Alpina e Fédération sono entrate in maggioranza, la prima esprimendo il candidato deputato Marco Viérin, la seconda con un posto di governo (Leonardo La Torre, che è succeduto al diessino Piero Ferraris all'assessorato alle attività produttive).
Alle elezioni politiche del 2006 ha quindi formato con l'Union Valdôtaine e la Fédération Autonomiste la lista Vallée d'Aoste che è stata sconfitta da Autonomie Liberté Démocratie (lista formata da Democratici di Sinistra - Gauche Valdôtaine, Democrazia è Libertà - La Margherita, Vallée d'Aoste Vive e altri partiti di centro-sinistra raggruppati nella coalizione Arcobaleno), e non ha eletto né il deputato né il senatore del collegio uninominale della Valle d'Aosta.
Alle politiche del 2008 e alle successive regionali, la coalizione dei tre partiti autonomisti si presenterà nuovamente. Alle regionali, in particolare, presenterà una lista che includerà anche candidati dell'UDC; la lista otterrà l'11,4% dei voti e 4 dei 35 seggi del Consiglio Regionale. La coalizione autonomista, di cui fa parte anche Stella Alpina, ottiene il 62% dei voti e 23 seggi su 35.
Alle politiche del 2013, il segretario Rudi Marguerettaz è scelto come candidato comune della lista Vallée d'Aoste ed è eletto alla Camera, diventando il secondo deputato della Stella Alpina, dopo Ivo Collé.
Alle regionali dello stesso anno, la Stella Alpina stringe un'alleanza con la Lega Nord, confermando l'appartenenza alla Coalizione Autonomista, che comprende anche Union Valdôtaine e Fédération Autonomiste.
In quell'occasione il partito ottiene 5 seggi.
Nell'aprile 2015 tuttavia Stella Alpina rompe i legami con la Lega Nord, tanto che Marguerettaz esce dal gruppo leghista per entrare nella componente del Gruppo misto "Minoranze Linguistiche" formata da deputati SVP e PATT, sostenitori sia del Governo Letta che di quello Renzi.
Rompe i legami col centrodestra definitivamente in vista delle amministrative del 2015, quando ad Aosta Stella Alpina si allea con l'UV e col Partito Democratico. L'ingresso in maggioranza anche in Consiglio regionale del Partito Democratico comporta la perdita di un assessorato da parte di Stella Alpina.
All'inizio del 2017 Stella Alpina propone assieme a UVP e a PNV un rinnovamento interno alla maggioranza. La scelta non è condivisa da due Consiglieri, Mauro Baccega e André Lanièce che lasciano il partito fondando EPAV. Nel mese di marzo 2017 Stella Alpina, UVP, ALPE e Pour Notre Vallée presentano una mozione di sfiducia costruttiva nei confronti del presidente della Regione Augusto Rollandin. La mozione viene approvata dal Consiglio regionale - anche grazie ai consiglieri del M5S e del gruppo misto - il 10 marzo 2017. Nel nuovo governo la Stella Alpina esprime il presidente della Regione, nella persona di Pierluigi Marquis, e l'assessore alle opere pubbliche, nella persona di Stefano Borrello. Nel mese di settembre i due consiglieri di Stella Alpina confluiscono del gruppo consigliare "Area Civica - Stella Alpina - Pour Notre Vallée" assieme ai tre Consiglieri di PNV Antonio Fosson, Carlo Norbiato e Claudio Restano.
Nel mese di ottobre 2017 l'UVP decide di uscire dalla maggioranza e di intraprendere un nuovo percorso politico assieme all'Union Valdotaine, al PD e a EPAV. Qualche giorno prima della mozione di sfiducia nei suoi confronti, il Presidente Marquis si dimette poiché coinvolto nello scandalo del ritrovamento dei 25.000 euro nella scrivania del Presidente della Regione. Dopo il "controribaltone", Stella Alpina si trova all'opposizione.
In occasione delle elezioni politiche del 2018, Stella Alpina stringe un'alleanza con PNV, ALPE e MOUV' candidando alla Camera dei deputati il notaio Giampaolo Marcoz ed al Senato della Repubblica l'ex presidente delle ACLI valdostane Luisa Trione. I risultati sono tuttavia deludenti (18,26% per Marcoz e 15,59% per Trione) e l'alleanza denominata "Per tutti, pour Tous, pe Tcheut", nata in occasione delle consultazioni, viene sciolta.
Per le elezioni regionali del 2018 Stella Alpina si presenta in lista con PNV. La lista, ottenendo il 10,66%, elegge quattro Consiglieri di cui due in quota Stella Alpina (gli uscenti Borrello e Marquis).
Stella Alpina aderisce alla nuova maggioranza che candida presidente la leghista Nicoletta Spelgatti e Stefano Borrello torna in giunta con le deleghe alle opere pubbliche. La nuova maggioranza a trazione leghista mostra i primi tentennamenti già nel corso dell'estate e nel mese di novembre l'assessore Borrello rassegna le proprie dimissioni dalla carica di assessore. Contemporaneamente si manifesta il divorzio tra Stella Alpina e Pour Notre Vallée: Antonio Fosson e Claudio Restano aderiscono al gruppo misto, mentre Marquis e Borrello costituiscono il gruppo consiliare Stella Alpina con Marquis capogruppo.
Stella Alpina si fa quindi promotrice assieme ad altre forze autonomiste di una mozione di sfiducia nei confronti del governo Spelgatti. La mozione viene presentata il 5 dicembre 2018 e indica quale presidente della regione Antonio Fosson. Borrello è confermato assessore alle opere pubbliche, territorio ed edilizia residenziale pubblica.
Nel dicembre 2019, a seguito del terremoto politico-giudiziario, l'assessore Borrello rassegna le dimissioni da assessore e da Consigliere regionale assieme ad altri tre colleghi (tra cui il Presidente della Giunta Antonio Fosson). In Consiglio regionale Stella Alpina passa da due a tre Consiglieri a seguito dell'ingresso del Segretario Carlo Marzi e di Luisa Trione.
Nel 2025 Stella Alpina aderisce agli Autonomisti di Centro, progetto politico coordinato con Pour l'Autonomie e Rassemblement Valdôtain.

## Risultati elettorali

### Regionali
| Elezione       | Voti                                                          | %                                                             | Seggi  |
| -------------- | ------------------------------------------------------------- | ------------------------------------------------------------- | ------ |
| Regionali 2003 | 14.817                                                        | 19,83                                                         | 7 / 35 |
| Regionali 2008 | 8.370                                                         | 11,39                                                         | 4 / 35 |
| Regionali 2013 | 8.824                                                         | 12,25                                                         | 5 / 35 |
| Regionali 2018 | 6.792                                                         | 10,66                                                         | 4 / 35 |
| Regionali 2020 | Nella lista Alliance Valdôtaine - Stella Alpina - Italia Viva | Nella lista Alliance Valdôtaine - Stella Alpina - Italia Viva | 2 / 35 |

### Politiche ed europee
| Elezione       | Elezione     | Voti                                          | %                                             | Seggi |
| -------------- | ------------ | --------------------------------------------- | --------------------------------------------- | ----- |
| Politiche 2001 | Camera       | Nella lista Vallée d'Aoste                    | Nella lista Vallée d'Aoste                    | 1     |
| Politiche 2001 | Senato       | Nella lista Vallée d'Aoste                    | Nella lista Vallée d'Aoste                    | 0     |
| Politiche 2006 | Camera       | Nella lista Vallée d'Aoste                    | Nella lista Vallée d'Aoste                    | 0     |
| Politiche 2006 | Senato       | Nella lista Vallée d'Aoste                    | Nella lista Vallée d'Aoste                    | 0     |
| Politiche 2008 | Camera       | Nella lista Vallée d'Aoste                    | Nella lista Vallée d'Aoste                    | 0     |
| Politiche 2008 | Senato       | Nella lista Vallée d'Aoste                    | Nella lista Vallée d'Aoste                    | 0     |
| Politiche 2013 | Camera       | Nella lista Vallée d'Aoste                    | Nella lista Vallée d'Aoste                    | 1     |
| Politiche 2013 | Senato       | Nella lista Vallée d'Aoste                    | Nella lista Vallée d'Aoste                    | 0     |
| Politiche 2018 | Camera       | Nella lista "Per tutti, pour Tous, pe Tcheut" | Nella lista "Per tutti, pour Tous, pe Tcheut" | 0     |
| Politiche 2018 | Senato       | Nella lista "Per tutti, pour Tous, pe Tcheut" | Nella lista "Per tutti, pour Tous, pe Tcheut" | 0     |
| Europee 2019   | Europee 2019 | Nella lista Autonomie per l'Europa            | Nella lista Autonomie per l'Europa            | 0     |